# Xianchiyu (sockenhuvudort i Kina, Hunan Sheng, lat 29,46, long 110,47)
Xianchiyu är en sockenhuvudort i Kina. Den ligger i provinsen Hunan, i den södra delen av landet, omkring 280 kilometer nordväst om provinshuvudstaden Changsha. Antalet invånare är 7 556. Befolkningen består av 3 642 kvinnor och 3 914 män. Barn under 15 år utgör 22,0 %, vuxna 15-64 år 64 %, och äldre över 65 år 13,0 %.
Runt Xianchiyu är det ganska tätbefolkat, med 166 invånare per kvadratkilometer. Närmaste större samhälle är Wulingyuan, 14,5 km sydost om Xianchiyu. I omgivningarna runt Xianchiyu växer i huvudsak blandskog.
Genomsnittlig årsnederbörd är 1 766 millimeter. Den regnigaste månaden är maj, med i genomsnitt 286 mm nederbörd, och den torraste är december, med 22 mm nederbörd.